# Danyiil Boriszovics Safran
Danyiil Boriszovics Safran (oroszul: Даниил Борисович Шафран, Petrográd, 1923. január 13. – Moszkva, 1997. február 7.) zsidó származású orosz csellóművész.

## Élete
Frida Mojszejevna zongoraművész és Borisz Safran, a Szentpétervári Filharmonikusok vezető csellistája gyermeke volt. Tízéves koráig apja tanította gordonkázni. 1933-tól Alekszander Strimer, a helyi konzervatórium professzora vette át a továbbképzést. Safran első koncertjén Csajkovszkij Rokokó variációival Albert Coates vezetésével csodagyerekként vált ismertté. 1937-ben, annak ellenére, hogy túl fiatal volt, benevezett egy országos versenyre, ahol első díjként egy Antonio Amati-csellót (1630-as keltezésű) nyert, amelyen egész koncertéletében játszott. Ennek a hangszernek valamivel kisebb mérete – ahogy Safran maga mondta – lehetővé tette számára, hogy merészebben játsszon, ezzel is hozzájárulva jellegzetes stílusának kialakulásához.
A második világháború alatt, 20 évesen Moszkvába költözött, és a Filharmóniai Társaság szólistája lett. 1949 és 1953 között fontos díjakat és kitüntetéseket kapott: 1949-ben Msztyiszlav Rosztropoviccsal együtt első díjat kapott a második, budapesti Világifjúsági és diáktalálkozón, 1950-ben pedig a prágai Hanuš Wihan-emlékversenyen is első díjat nyertek. 1953-ban megkapta a Szovjetunió Állami Díját.
Az 1950-es évek végétől a KGB által felügyelt művészek elit köréhez tartozott, és csak alkalmanként adhatott koncerteket Nyugaton és Távol-Keleten, ezért a keleti blokkon kívül viszonylag kevéssé ismerték.

## Fordítás
- Ez a szócikk részben vagy egészben  a   Daniil Borissowitsch Schafran című német Wikipédia-szócikk ezen változatának fordításán alapul.  Az eredeti cikk szerkesztőit annak laptörténete sorolja fel. Ez a jelzés csupán a megfogalmazás eredetét és a szerzői jogokat jelzi, nem szolgál a cikkben szereplő információk forrásmegjelöléseként.